# Suspo-emulsie
Een suspo-emulsie is een combinatie van een emulsie en een suspensie. Meer bepaald is het een dispersie van respectievelijk een of meerdere niet-oplosbare vloeistoffen en een of meerdere fijn verdeelde vaste stoffen in een vloeistof. Dergelijke formuleringen worden toegepast in cosmetica, landbouwchemicaliën en verven. Zo kunnen gewasbeschermingsmiddelen of pesticiden gemaakt worden met twee of meer actieve stoffen, die een bredere werking hebben. Er hoeft dan minder product gebruikt te worden, er zijn minder of geen tankmengingen nodig en er moet minder vaak gesproeid worden. Dit betekent ook een besparing in tijd en geld. Gewasbeschermingsmiddelen die een suspo-emulsie bevatten worden aangeduid met de letters SE.

## Beschrijving
Een suspo-emulsie is een colloïdale dispersie met minstens twee vloeibare fasen (de continue fase en niet-mengbare vloeistof) en minstens een vaste fase. De formulering vereist een oordeelkundige keuze van oppervlakteactieve stoffen en stabilisatoren om zowel de emulsie als de suspensie gedurende langere tijd te stabiliseren in de vloeistof en ten opzichte van elkaar. Destabilisatie kan plaatsgrijpen wanneer vaste deeltjes zich hechten aan emulsiedruppels; dit wordt heteroflocculatie genoemd. Andere fenomen die kunnen optreden zijn:
- faseovergang, wanneer de vaste fase gedeeltelijk oplosbaar is in de gedispergeerde vloeistoffase
- kristallisatie van de gedispergeerde vloeistof
- sedimentatie van gesuspendeerde deeltjes
- Ostwald-rijping, waarbij er een massastroom optreedt van kleine colloïdale deeltjes naar grotere, die aangroeien terwijl de kleine verder krimpen tot ze beneden een kritische afmeting komen en volledig oplossen

Zogenaamde styreen-acryl-copolymeren zijn geschikt als dispergeermiddel voor suspo-emulsies.